# Rhodohypoxis deflexa
Rhodohypoxis deflexa är en enhjärtbladig växtart som beskrevs av Olive Mary Hilliard och Brian Laurence Burtt. Rhodohypoxis deflexa ingår i släktet Rhodohypoxis och familjen Hypoxidaceae. Inga underarter finns listade i Catalogue of Life.